# デイヴィッド・サンボーン
デイヴィッド・サンボーン（英語: David William Sanborn、1945年7月30日 - 2024年5月12日）はジャズ・フュージョン界で活動したサックス奏者で、スムーズ・ジャズに大きく影響した。ユニークで渋みのあるファンキーな演奏が特徴で、歌うように奏でる音色は「泣きのサンボーン」とも称される。

## 略歴
1945年7月30日にフロリダ州タンパで生まれ、幼少期にセントルイスへ移住する。幼少期に小児麻痺を罹患し、医師の勧めでリハビリを兼ねてサックスを始めた。ブルースやジャズに影響されて才覚を育て、10代半ばでアルバート・キングと競演した。様々なミュージシャンらとセッションし、ブレッカー・ブラザーズを経て、1975年にワーナー・ブラザース・レコードと契約してアルバム『テイキング・オフ』でデビューした。
1978年にピアニストの深町純を中心にマイク・マイニエリ、ブレッカー・ブラザーズ、スティーヴ・ガッド、リチャード・ティーらとともに、「ニューヨーク・オールスターズ」へ参加した。
1983年にローリング・ストーンズ『アンダーカヴァー』の収録曲「プリティ・ビート・アップ」にゲスト参加した。
1987年にエリック・クラプトンらとともに映画「リーサル・ウェポン」のサウンドトラック（サントラ）に参加した。1988年に映画「テキーラ・サンライズ」でデイヴ・グルーシンのサントラに参加した。
1991年にエレクトラ、2003年にヴァーヴ・レコード、2008年にデッカ・レコード (US)、それぞれへ移籍する。
2024年5月12日午後に、前立腺がんと合併症のためニューヨーク州タリータウンで78歳で他界した。

## ディスコグラフィ

### リーダー作品
- 『テイキング・オフ』 - Taking Off (1975年、ワーナー)
- 『メロー・サンボーン』 - David Sanborn (1976年、ワーナー)
- 『流麗なる誓い』 - Promise Me the Moon (1977年、ワーナー)
- 『ハート・トゥ・ハート』 - Heart to Heart (1978年、ワーナー)
- 『ハイダウェイ』 - Hideaway (1979年、ワーナー)
- 『夢魔』 - Voyeur (1980年、ワーナー)
- 『ささやくシルエット』 - As We Speak (1981年、ワーナー)
- 『バックストリート』 - Backstreet (1983年、ワーナー)
- 『ストレイト・トゥ・ザ・ハート（ライヴ！）』 - Straight to the Heart (1984年、ワーナー)（第28回グラミー賞（最優秀ジャズ・フュージョン・パフォーマンス））
- ボブ・ジェームスと共同名義, 『ダブル・ヴィジョン』 - Double Vision (1986年、ワーナー) （第29回グラミー賞（最優秀ジャズ・フュージョン・パフォーマンス））
- 『チェンジ・オブ・ハート』 - A Change of Heart (1987年、ワーナー)
- 『クローズ・アップ』 - Close-Up (1988年、ワーナー/リプリーズ)
- 『アナザー・ハンド』 - Another Hand (1991年、エレクトラ)
- 『アップフロント』 - Upfront (1992年、エレクトラ)
- 『ベスト・オブ・サンボーン』 - The Best Of David Sanborn (1994年、ワーナー)
- 『ヒアセイ』 - Hearsay (1994年、エレクトラ)
- 『パールズ』 - Pearls (1995年、エレクトラ)
- 『ラヴ・ソングス - ベスト・オブ・デイヴィッド・サンボーン』 - Love Songs (1995年、エレクトラ)
- 『ソングス・フロム・ザ・ナイト・ビフォア』 - Songs from the Night Before (1996年、エレクトラ)
- 『インサイド』 - Inside (1999年、エレクトラ)（第42回グラミー賞（最優秀コンテンポラリー・ジャズ・パフォーマンス））
- 『タイムアゲイン』 - Timeagain (2003年、ヴァーヴ/GRP)
- 『クローサー』 - Closer (2005年、ヴァーヴ)
- 『サンボーン・ベスト! - DREAMING GIRL』 - Sanborn Best ! Dreaming Girl (2008年)
- 『ヒア・アンド・ゴーン』 - Here and Gone (2008年、デッカ)
- 『オンリー・エヴリシング』 - Only Everything (2010年、デッカ)
- 『アンソロジー』 - Then Again: The Anthology (2012年、ライノ・エンタテインメント)
- ボブ・ジェームスと共同名義, Quartette Humaine (2013年、Okeh)
- 『タイム・アンド・ザ・リヴァー』 - Time and the River (2015年、Sony Masterworks)

## 功績

### グラミー賞
| タイトル/曲                  | 年度 | 部門                                                            |  |
| ---------------------------- | ---- | --------------------------------------------------------------- |  |
| "All I Need is You"          | 1982 | Best R&B Instrumental Performance                               |  |
| Straight to the Heart        | 1986 | Best Jazz Fusion Performance                                    |  |
| Double Vision with Bob James | 1987 | Best Jazz Fusion Performance                                    |  |
| "Chicago Song"               | 1988 | Best R&B Instrumental Performance (Orchestra, Group or Soloist) |  |
| "Close-up"                   | 1989 | Best Pop Instrumental Performance (Orchestra, Group Or Soloist) |  |
| Inside                       | 2000 | Best Contemporary Jazz Performance                              |  |

## テレビ出演
- 『東京JAZZ2011』 (NHK BSプレミアム): 2011年10月15日
- 『地球テレビ　エル・ムンド』 (NHK BS1): 2011年11月30日23:00～23:50放送